# Adieu Philippine
Pour plus de détails, voir Fiche technique et Distribution.
Adieu Philippine est un film français réalisé par Jacques Rozier, présenté en 1962.

## Synopsis
Paris, été 1960. Michel doit bientôt partir en Algérie pour le service militaire. En attendant, il est machiniste à la télévision et fait la connaissance de Liliane et Juliette, deux amies inséparables comme des amandes « philippines ». Michel songe à ses derniers jours de liberté, quitte son travail et part en vacances sur les routes de Corse où les deux filles décident de le rejoindre.

## Fiche technique
Sauf indication contraire, les informations mentionnées dans cette section peuvent être confirmées par la base de données cinématographiques IMDb,  présente dans la section « Liens externes ».
- Titre : Adieu Philippine
- Réalisation : Jacques Rozier
- Assistants-réalisateurs : Michel Cavillon, Francis Cognany, Gabriel Garran et Philippe Laïk
- Scénario : Jacques Rozier et Michèle O'Glor
- Photographie : René Mathelin
- Musique : Jacques Denjean, Paul Mattei, Maxim Saury
- Montage : Monique Bonnot, Marc Pavaux
- Production : Georges de Beauregard
- Pays d'origine :  France
- Format : Noir et blanc - Mono - 35 mm
- Genre : comédie dramatique
- Durée : 106 minutes
- Dates de sortie :
  -  France :
    - 8 janvier 1962 (première à Paris)
    - avril 1962 (Festival de Cannes)

  -  Allemagne : 24 avril 1963
  -  France : 25 septembre 1963 (sortie nationale)

## Distribution
Sauf indication contraire, les informations mentionnées dans cette section peuvent être confirmées par la base de données cinématographiques IMDb,  présente dans la section « Liens externes ».
- Jean-Claude Aimini : Michel Lambert
- Yveline Céry : Liliane
- Stefania Sabatini : Juliette, sa meilleure copine
- Vittorio Caprioli : Pachala, le réalisateur véreux
- Daniel Descamps : Daniel, ami et collègue de Michel
- André Tarroux : Régnier de l'Isle
- Marco Perrin : le vendeur de réfrigérateur
- Arlette Gilbert : Madame Lambert, la mère de Michel
- Maurice Garrel : Monsieur Lambert, le père de Michel
- Jeanne Pérez : la voisine (lors du déjeuner chez les Lambert)
- Charles Lavialle : le voisin (lors du déjeuner chez les Lambert)
- Pierre Frag : Dédé, ami de Michel, de retour d'Algérie
- Davide Tonelli : Horatio
- Annie Markhan : Juliette (voix)
- Christian Longuet : Christian
- Michel Soyer : André
- Michèle Padovani et Marianne Padovani : les filles prises en voiture
- Lulu : le pêcheur corse
- Mitzi Hahn : une starlette du roman-photo
- Jean-Christophe Averty : lui-même, réalisateur de Jazz Memories
- Maxime Saury : lui-même, dans Jazz Memories
- Edmond Ardisson : le chef d'émission
- Stellio Lorenzi : lui-même, réalisateur de la dramatique TV Montserrat
- Robert Hirsch : Montserrat dans Montserrat (non crédité)
- Michel Piccoli : Izquierdo dans Montserrat (non crédité)
- Michel Galabru : Salas Ina dans Montserrat (non crédité)
- Jean-Claude Brialy, lui-même, sur le plateau de Montserrat (non crédité)